# 385 Ilmatar
385 Ilmatar eller 1894 AX är en stor asteroid i huvudbältet.
Den upptäcktes av den tyske astronomen Max Wolf 1 mars 1894 i Heidelberg. Dess massa är okänd. Dess rotationstid är 62,35 timmar.
Den är uppkallad efter Ilmatar i det finska eposet Kalevala.